# For din skyld
Chansons représentant le Danemark au Concours Eurovision de la chanson
Sangen om dig
(1964) Stop, mens legen er go'
(1966)
For din skyld (en français Pour ton bien) est la chanson représentant le Danemark au Concours Eurovision de la chanson 1965. Elle est interprétée par Birgit Brüel.
La chanson est la quatorzième chanson de la soirée, suivant Se piangi, se ridi interprétée par Bobby Solo pour l'Italie et précédant Poupée de cire, poupée de son interprétée par France Gall pour le Luxembourg.
Elle termine à la 17e place sur 18 participants, avec 10 points.

## Source de la traduction
- (en) Cet article est partiellement ou en totalité issu de l’article de Wikipédia en anglais intitulé « For din skyld » (voir la liste des auteurs).